# Bernard Fantus
Bernard Fantus (ur. 1 września 1874 w Budapeszcie, zm. 14 kwietnia 1940 w Oak Park) – amerykański lekarz węgiersko-żydowskiego pochodzenia, twórca pierwszego banku krwi, który założył w 1937 r. w Cook County Hospital w Chicago.

## Życiorys
Urodził się 1 września 1874 r. w Budapeszcie, a w Wiedniu ukończył gimnazjum realne. Po przybyciu w 1889 r. do USA zamieszkał z rodziną w Detroit, a potem w Chicago. Początkowo pracował w aptece i studiował farmację, a także uczęszczał do Kolegium Lekarzy i Chirurgów (późniejsze University of Illinois) w Chicago, gdy jego ojciec wynegocjował dla syna darmowe czesne za pierwszy rok studiów w zamian za świadczenie usług drukarskich dla uczelni. Po ukończeniu studiów medycznych i uzyskaniu doktoratu w 1899 r. przez dwa lata odbywał staż w Cook County Hospital w Chicago.
Od 1902 r. wykładał na University of Illinois i był (do 1913 r.) kierownikiem ambulatorium, a od 1903 do 1940 r. był tam profesorem farmakologii. W 1906 r. studiował farmakologię w Strasburgu, a w Berlinie w 1909 r. Następnie uzyskał w 1917 r. magisterium z farmakologii na University of Michigan. Od 1924 do 1932 r. pracował jako profesor medycyny w Rush Medical College.
W 1937 r. został twórcą pierwszego laboratorium konserwacji krwi, które założył w Cook County Hospital. Pod wpływem sugestii córki Ruth uruchomił je pod nazwą bank krwi. Instytucja zaczęła działać 15 marca 1937 r. Bank krwi Fantusa i jego procedury zostały potem powielone przez wiele innych instytucji, w tym przez amerykańską armię w czasie II wojny światowej. Fantus był także autorem nazwy, która została przyjęta i rozpropagowana na całym świecie.
Po studiach współpracował z University of Illinois College of Medicine and Pharmacy, kierował także jednym z oddziałów w Cook County Hospital. Zaangażowany w pracę naukową, był autorem licznych artykułów i książek, w tym pozycji popularyzatorskich – także dla dzieci. Ponadto był autorem dwóch podręczników Text-book of Prescription-Writing and Pharmacy i Essentials of Prescription-Writing. Członek US Pharmacopoeia and National Formulary, wieloletni redaktor Merck Manual and Yearbook of General Therapeuics. W wykładach dla studentów kładł duży na konieczność uważnego słuchania pacjentów, dokładne diagnozowanie i zapewnianie troskliwej opieki. Ponadto prowadził prywatną praktykę, w której często przyjmował pacjentów nieposiadających odpowiednich środków na opłacenie terapii. Z powodu nieprzykładania dużej wagi do pieniędzy mocno odczuł skutki wielkiego kryzysu.
Bez powodzenia lobbował na rzecz utworzenia w mieście parku medycznego, który miał być klastrem badawczo-diagnostycznym skupiającym szpitale Cook County Hospital i Rush-Presbyterian oraz University of Illinois, a później z powodzeniem przekonał władze hrabstwa do zakupu budynku naprzeciw szpitala Cook County Hospital na potrzeby rekonwalescentów.
W ostatnich latach życia mieszkał w Oak Park, zmarł 14 kwietnia 1940 r. Po śmierci jego imieniem nazwano przychodnię w szpitalu Cook Country Hospital.